# Hans-Georg Andreae
Hans-Georg Andreae (* 26. Januar 1934 in München; † 25. Juni 2014 in Neuburg an der Donau) war ein deutscher Agrarfunktionär und Landwirt.

## Leben

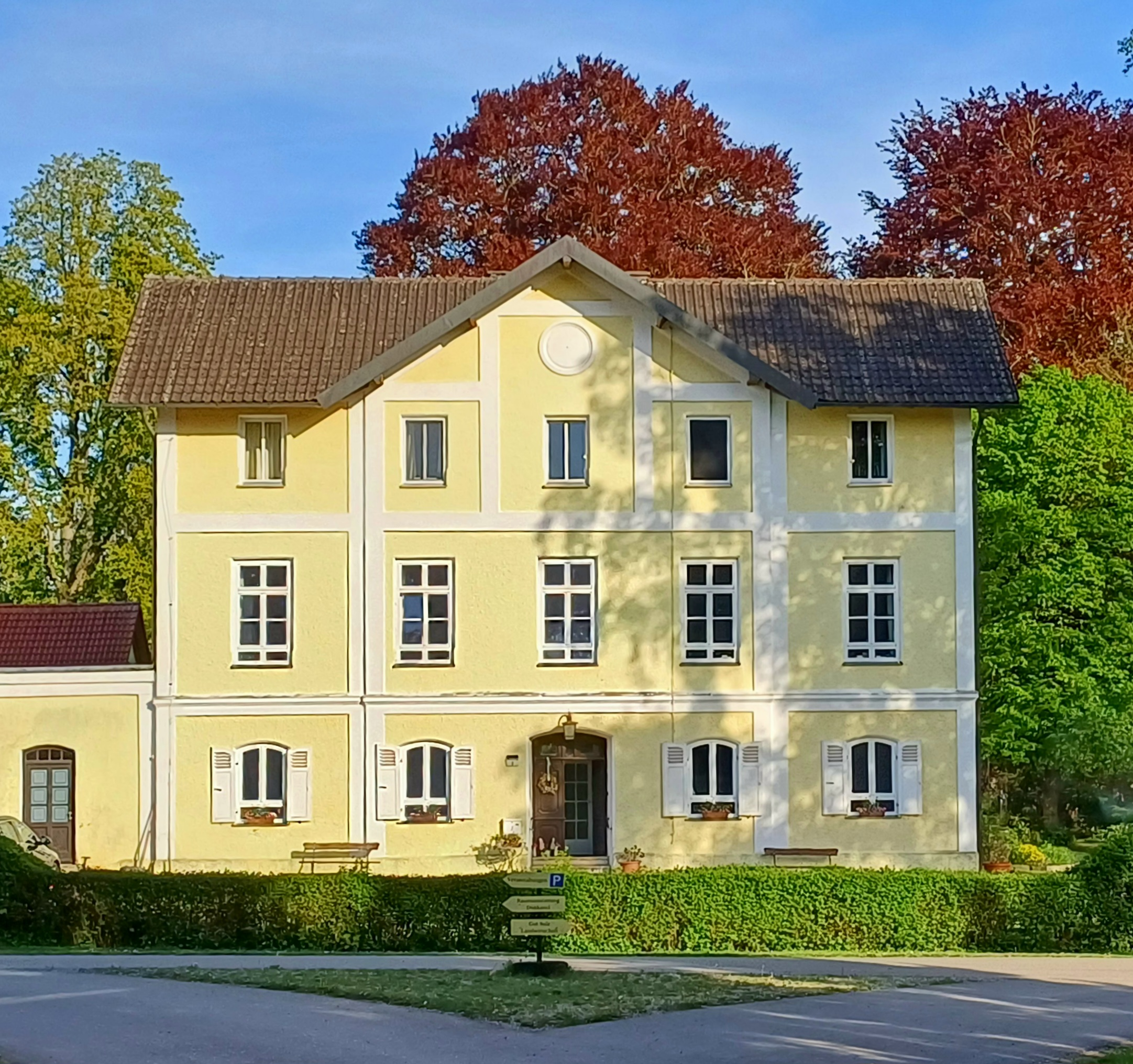
Gutshof Sulz

Andreae bewirtschaftete in fünfter Familiengeneration den ihm gehörigen Gutshof Sulz, der in der Gemeinde Münster im Landkreis Donau-Ries liegt, und zwar etwa 5 km südlich der Stadt Rain. Er war Diplom-Landwirt und übernahm den Hof 1958 von seiner Mutter, die ihn nach dem frühen Tod seines Vaters weitergeführt hatte. Andreae strukturierte den Betrieb von einem Gemischtbetrieb zu einem reinen Ackerbaubetrieb um. Im Jahr 2004, in dem er den Betrieb an seinen Sohn abgab, bewirtschaftete er 160 ha.
Ehrenamtlich war Andreae vielfältig tätig. 1970 wurde er zum stellvertretenden Vorsitzenden im Landesverband Bayerischer Saatgetreideerzeuger-Vereinigungen gewählt. Dieses Amt hatte er bis 1974 inne, wo er zum Vorsitzenden desselben gewählt wurde, was er bis 1990 blieb.  Ab 1985 war er im Vorstand des  Verbandes der Bayerischen Zuckerrübenanbauer tätig. Von 1993 bis 2000 war er Vorsitzender des Verbandes Süddeutscher Zuckerrübenanbauer. Von 1992 bis 2000 gehörte er dem Aufsichtsrat der Südzucker AG an, in dem er ab 1993 Vorsitzender war. Von 1994 bis 2002 war er Vorsitzender des Gesamtvorstandes und später des Koordinierungsbeirats der Wirtschaftlichen Vereinigung Zucker. In der Raiffeisenbank Rain am Lech war von 1969 bis 1994 Vorstandsvorsitzender. Am Bundesgerichtshof in Karlsruhe war er ehrenamtlicher Richter.

## Ehrungen
- 1998: Max-Schönleutner-Medaille der Technischen Universität München
- Bundesverdienstkreuz am Bande (19. Juni 2000)[4]
- Ehrenvorsitzender des Verbandes Süddeutscher Zuckerrübenanbauer, Ochsenfurt
- Ehrenmitglied im Vorstand des Verbandes der Bayerischen Zuckerrübenanbauer, Barbing
- Ehrenvorsitzender der Wirtschaftlichen Vereinigung Zucker Bonn/Berlin

## Weblink
- Großartiges für die Landwirtschaft geleistet. Nachruf in: Augsburger Allgemeine vom 4. Juli 2014